# Multitud intel·ligent

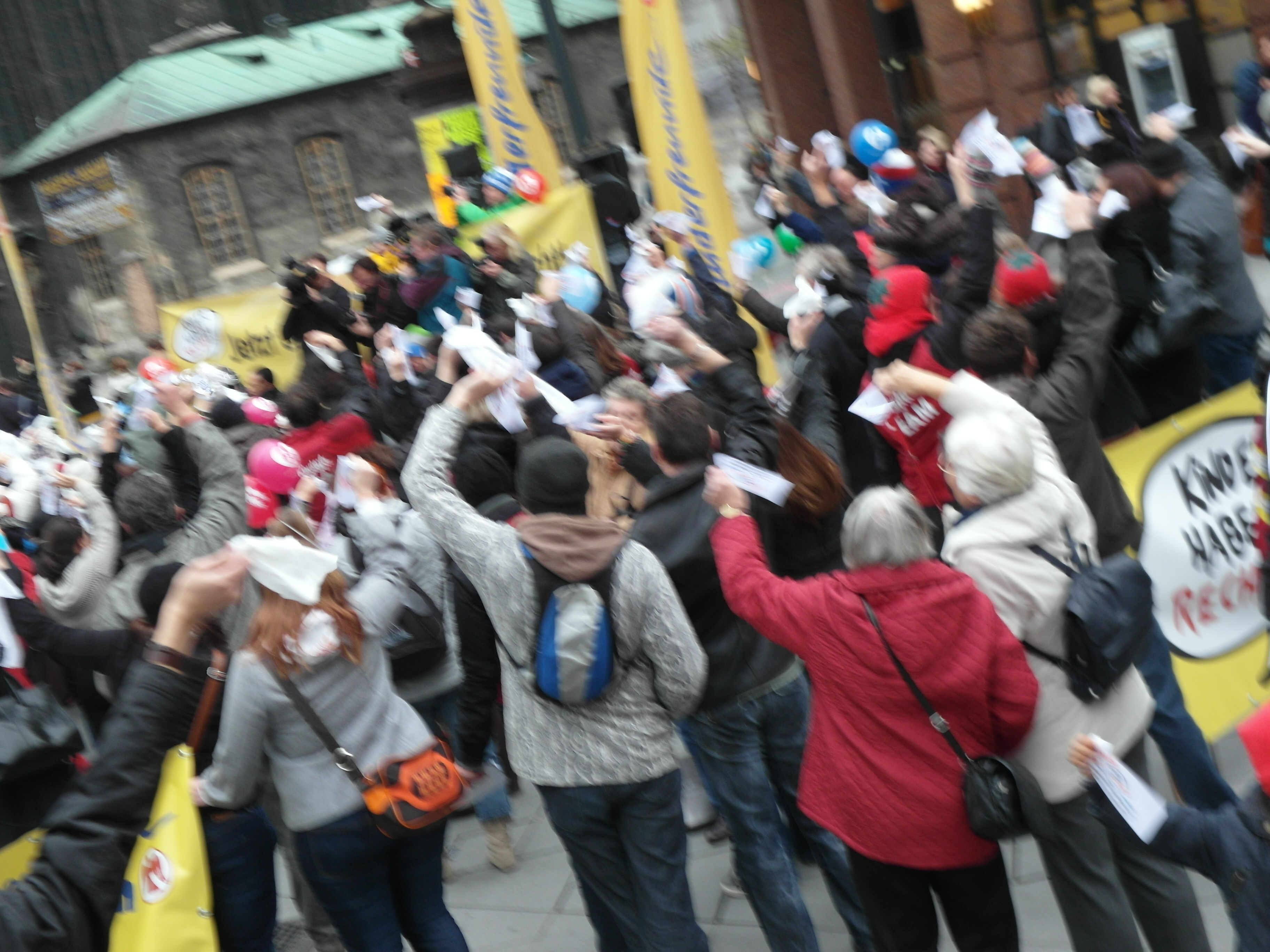
Smart mob en ocasió del 'Dia del infants' de les Nacions Unides.
Viena, Àustria, 20/11/2010.

Una multitud intel·ligent o smartmob en anglès, és un grup que, contràriament a les connotacions habituals associades a una multitud, es comporta de manera intel·ligent i/o eficaç gràcies al seu creixent vincle amb la xarxa. És la xarxa qui permet als usuaris connectar-se entre si i a tot tipus d'informació simultàniament, fent així possible una nova forma de coordinació, interacció i cooperació social i col·laborant a la construcció d'aquesta intel·ligència col·lectiva on tothom aporta el seu coneixement.
El concepte va ser introduït per Howard Rheingold en el seu llibre: Smart Mobs: The Next Social Revolution. Segons Rheingold, les smart mobs o multituds intel·ligents són un indicador de l'evolució de les tecnologies de comunicació i són aquestes les que atorguen poder a les persones.
Aquestes creixents tecnologies inclouen Internet, la comunicació mediada per ordinador com els xats, els blogs, etc., i també dispositius sense fil com telèfons mòbils i ordinadors de butxaca. A més a més, mètodes com les xarxes d'igual a igual i la computació ubiqua estan canviant la forma en què les persones organitzen i comparteixen la seva informació.
Una de les raons del creixement de les "smart mobs" és la constant davallada dels costs en les tecnologies de comunicació, cosa que ha permès que estiguin a l'abast d'un nombre de persones cada cop més elevat. Depenent de l'ús que se'ls hi atorguen, aquestes poden generar efectes beneficiosos (crear una societat conscient, participativa i responsable) o perjudicials (crear una societat orwelliana, totalment controlada pel poder d'uns pocs privilegiats). Les multituds intel·ligents s'organitzen espontàniament a través d'Internet i de dispositius mòbils amb propòsits molt diversos: des de fins lúdics a fins amb una forta càrrega política.
A vegades les smart mobs són manipulades a través de dispatchers, els quals controlen el 'mobbing system' (un exemple de dispatchers són aquells que posseeixen la llista de contactes i els mitjans necessaris per enviar missatges instantanis a un grup determinat de persones).

## Primers indicis
Les primeres multituds intel·ligents van ser realitzades per grups d'adolescents a les ciutats de Tòquio i Hèlsinki utilitzant  missatges de text via telèfons mòbils per a organitzar raves improvisades o veure personatges famosos. Un exemple el trobem a Tòquio, on un grup de fans adolescents es van reunir, aparentment de forma espontània, a parades de metro on es rumorejava que es dirigia un famós músic de rock.
Tanmateix, un exemple anterior a aquest és el fenomen Dîner en blanc, que té lloc anualment a París, França, des de 1988, durant una nit a finals del mes de juny. Els convidats vesteixen totalment de blanc i es reuneixen en un lloc escollit amb poc temps d'antelació. Porten menjà, begudes, cadires i taules i tots junts gaudeixen d'un àpat. L'esdeveniment s'ha celebrat cada any a diferents llocs del centre de París. No es tracta d'un esdeveniment cultural normal, ja que no s'anuncia, només hi assisteixen aquells que hi han estat convidats via missatge de text o Twitter, més recentment. El Dîner en blanc seria considerat una smart mob en lloc d'una flash mob, ja que l'esdeveniment dura diverses hores.
Els dies posteriors a les eleccions presidencials dels Estats Units l'any 2000. L'activista online Zack Exley va crear anònimament una pàgina web que permetia a la gent fer suggeriments de localitzacions on reunir-se per protestar per un recompte complet dels vots efectuats a Florida. Durant el primer dissabte després de les eleccions, es van dur a terme més de 100 protestes significants --moltes amb centenars de participants-- sense cap esforç tradicional d'organització. Exley va escriure el desembre de 2000 que les protestes autoorganitzades “demostraven que s'està duent a terme un canvi fonamental en la nostra vida política nacional. No és Internet per se, sinó el potencial emergent de qualsevol persona per comunicar-se -–lliurement i anònima si és necessari-- amb qualsevol altre individu."
A les Filipines el 2001, un grup de protestants organitzats via missatges de text es va reunir al EDSA Shire, el lloc on a la revolució del 1986 Ferdinand Marcos va ser derrocat, per protestar contra la corrupció del president Joseph Estrada. La protesta va créixer ràpidament i Estrada es va retirar.
Per acabar, la bicicletada Massa crítica, que es remunta al 1992, a vegades és també comparada amb les multituds intel·ligents per la seva particular forma d'autoorganització assembleària, tot i que no és una smart mobs pròpiament dita, ja que no s'organitza a través de les TIC.

## Relació amb les Flash mobs
Les Flash mobs o  mobilitzacions espotànies són una forma específica de smart mob que originàriament descriuen a un grup de persones que es reuneix de sobte en un lloc públic, fan quelcom inusual i sense sentit durant un breu període i seguidament es dispersen ràpidament. Malgrat que el terme 'flash mob' s'ha originat a partir de les "smarts mobs", des de la seva creació ha estat utilitzat pels mitjans de comunicació per referir-se a gairebé qualsevol forma de 'multitud intel·ligent'.

## Les Distributed mobs
Les smart mobs també poden organitzar-se de manera que congreguin gent a múltiples llocs alhora. Utilitzades normalment per atraure l'atenció dels mitjans i sensibilitzar a la gent sobre una causa determinada, les 'distributed mobs' o multituds distribuïdes van ser utilitzades amb eficàcia en els disturbis civils del 2005 a França. També van ser emprades al Projecte Chanology, una protesta permanent contra la Cienciologia.

## Exemples
Essencialment, les smart mobs són una implementació pràctica de la Intel·ligència col·lectiva. Segons Rheingold, uns exemples clars de smart mobs són les protestes al carrer organitzades pel moviment Antiglobalització. El Free State Project ha estat descrit per la revista americana Foreign Policy com un exemple potencial de "smart mob rule" o Oclocràcia. Altres exemples de multituds intel·ligents inclouen: 
- Smart mobs que es reuneixen a través d'Internet i decideixen anar a una botiga a una hora concreta i utilitzar el seu avantatge numèric per negociar un descompte amb el propietari de la botiga.[7]
- Al 5 de juliol de 2005, durant la realització de la cançó New Year's Day del grup U2 a Chorzów, Polònia, els 70.000 espectadors que hi van assistir van onejar diferents peces de roba de colors per a formar una bandera polonesa gegant vermella i blanca: els fans situats al camp onejaven roba vermella mentre que els fans de les grades n'onejaven de blanca. Aquest comportament va ser coordinat pels mateixos fans a través d'Internet.[8]
- El 15 de març de 2011 a Espanya es va dur a terme l'anomenat  Moviment dels indignats, amb el qual els ciutadans es van mobilitzar a través de xarxes socials com Facebook i Twitter per a protestar contra les diferents mesures preses pel govern contra la crisi econòmica.[9]